# Степски вивак
Степски вивак (лат. Vanellus gregarius), у Великој Британији познат као степски жалар, је врста птице мочварних станишта из породице жалара. То је потпуно птица селица, гнезди се у Казахстану, а зимује на Блиском истоку, Индијском потконтиненту и Судану . У историјској литератури ова птица се назива црнотрбим вивком. 

## Таксономија
Степски вивак, заједно са осталим вивцима, сврстава се у род Vanellus. Име рода је средњовековни латински израз за вивка и потиче од речи vannus, што значи вејач, онај који веје. Специфична реч gregarius је латински израз за „друштвен“, а потиче од grex, gregis, „јато“, што се односи на њену склоност да буде присутна поред птица истог и сличног типа и других блиско сродних птица.
Друштвени вивак је једна од многих птица које је Петер Симон Палас описао током свог путовања кроз Русију.
То је монотипска врста - нису препознате подврсте.

## Опис
Ова средње велика птица има дугачке црне ноге и кратак црни кљун. Јединке у негнездећем перју имају светло смеђа крила са упечатљивим шарама на глави. Степски вивак има црну круну и очну пругу, при чему је ова последња оивичена белом бојом одозго и одоздо. Доња страна птице је бела. Његове дугачке црне ноге, бели реп са црном завршном траком и препознатљива смеђа, бела и сива крила чине га готово непогрешивим за препознавање када је у лету.
Летње гнездеће перје је много живописније. Смеђе перје постаје сиво и благо сјајно, са изузетком образа, који буду окер боје. Пруге преко очију и круне птице су јаче боје, а доњи део груди птице добија црно перје које бледи у богато кестењасто перје како се приближава клоаки.
Младунци имају обрубљено леђно перје што им даје „љускав“ изглед и имају само трагове шаре на глави.
Ова птица подсећа на бројнијег белорепог вивка, али има пругасту круну и тамно сиве ноге, за разлику од жутих ногу и једноставне главе белорепог вивка. То је између 27-30 цм дугачка птица. Оглашавање је оштар "керек".

## Распрострањеност и станиште
За разлику од других вивака, који теже ка влажнијим воденим срединама, степски вивак преферира степе, сушне травнате површине и обрађена поља. Гнезди се у степама Казахстана. Три до четири јаја се полажу у гнездо на земљи. Степски вивак је историјски пратио две миграционе руте, једну западну и једну источну. На својој западној рути, прелази преко Централне Азије и Турске да би презимио у Израелу, Палестини и Либану, неколико региона у Саудијској Арабији, као и у источној Африци. На својој источној рути, зимује на обали Ирана, у Уједињеним Арапским Емиратима и Индији.
Међутим, у случају две земље, случај је другачији. У Катару и Кувајту, степски вивак је историјски забележен као луталица, са првим виђањима јос 80-их година прошлог века. Како су се нације индустријализовале, фарме и паркови су основани широм земаља. Посебно су луталице посећивале фарму Рукаија и поља Сулајбија почетком 2000-их и почеле су више пута да посећују или чак зимују у тим земљама, што је довело до треће, централне миграционе руте.
Некада заузимајући велико подручје у Европи, степски вивак је практично збрисан са континента. Остаци некадашње украјинске популације мигрирају на Иберијско полуострво, где зиму може провести и до пет јединки. На свом путу, јединке су примећене у скоро свакој европској земљи и Француском царству, често се налазе поред вивка на његовим миграторним и луталачким путовањима. Храни се на сличан начин, бирајући инсекте и други ситан плен углавном са травњака или обрадивог земљишта.

## Статус
Популацију степских вивка је увек било тешко квантификовати. Процењено је да је популација одувек била у опадању, а посебно након великог пада крајем 20. века, остављајући тренутну популацију на само 20-25% свог историјског броја.
Процењени број популације је повећан након вишедеценијских студија и анализа, а у октобру 2007. године, у Турској је откривено супер јато од приближно 3.200 степских вивака, према речима Гувена Екена, директора Турског удружења за природу. Поред тога, 1.500 степских вивака је пронађено како презимљавају у Сирији. Тренутна процена је да популација износи 17 хиљада јединки, а сваке године је пријављиван пораст броја гнезда све до 2007. године, међутим, тешко је утврдити да ли је то био пораст или једноставно више гнезда пронађено као резултат интензивираног теренског рада. степског вивка се знатно смањио, јер је некада постојао од Украјине до Кине.
Теренско истраживање које је довело до открића хиљаде примерака степског вивка довело је до тога да је популација много већа него што се раније претпостављало, међутим, откривено је и да одрасли имају ниске стопе преживљавања, а предвиђа се да ће популација опадати сличном или убрзаном брзином. Разлози за пад популације су углавном непознати, али лов дуж миграторних путева се приписује као најмање значајна претња.